# ツァスタバ M48
ツァスタバ M48(Zastava M48)は、第二次世界大戦後のユーゴスラビアで使用されたボルトアクション式小銃である。

## 概要
本銃はユーゴスラビア王国時代の1928年からナチス・ドイツに占領される1941年まで、ベルギーのファブリック・ナショナルがユーゴスラビア向けに輸出していたモーゼルM24小銃を原型としている。第二次世界大戦後、ユーゴスラビアではナチス・ドイツの標準歩兵銃だったKar98k小銃(K98)を参考にM24小銃へ小改良を加え、M48として国産化した。M48とK98は外見上よく似ているが、一方で部品の互換性はほぼ皆無であり、特にボルトや機関部は全くの別物である。外見上の明確な差異は機関部の長さに見られ、またいわゆるトップハンドガードの部分はM48の方がより後方に伸びている。近年ではアメリカやカナダ、オーストラリア、ヨーロッパなどでも余剰品として放出されたM48が安価に売買されている。

## 運用
多くのM48は製造直後から予備装備として倉庫に保管されており、現在でも良好な保存状態で残されているものが多い。銃剣やフィールドクリーニングキットなどの付属品も銃本体と同様、ほとんど未使用のものが残されている。旧ユーゴスラビアでは5年ごとに予備装備の点検が行われていた事も保存状態が保たれていた理由の1つとされる。
ユーゴスラビア紛争の折には少数のM48がZRAK4x32照準器を搭載し狙撃銃として使用された。ただし、約4,000丁の試作品を除くと、ユーゴスラビア軍では狙撃型M48を正式装備として採用しなかった。

## 主な派生型
M48
最初期型。国章の刻印された完全機械加工の鋼鉄部品を使用していた。1950年 - 1952年製造。
M48A
一部の部品を板金プレス加工で成形することで生産効率の向上を図っている。1952年 - 1956年製造。
M48B
より多くの部品をプレス加工に転換した。1956年以降、M48小銃はもっぱら輸出用製品として製造されていくことになる。1956年 - 1965年製造。
M48BO
「BO」は「刻印無し」(bez oznake)を意味する。ほぼM48Bと同型だが、国章などの刻印は全て省略されていた。1956年 - 1965年製造。
M48/63
2011年にザスタバ・アームズが発表したスポーツライフル。M48を短銃身化したもの。